# Vittoria mutilata
L'espressione vittoria mutilata fu coniata nel 1918 da Gabriele D'Annunzio e adottata da nazionalisti, revanscisti e da una parte degli irredentisti per denunciare la mancanza di tutti i compensi territoriali che ritenevano spettassero all'Italia dopo la prima guerra mondiale a seguito del Patto di Londra e dei termini dell'armistizio di Villa Giusti con l'Austria-Ungheria.
Secondo Gaetano Salvemini, la "Vittoria mutilata" fu un autentico mito politico, capace di catalizzare l'immaginario di parte della società e soprattutto dei reduci, ponendo le basi culturali e ideologiche del fascismo.

## Il contesto storico

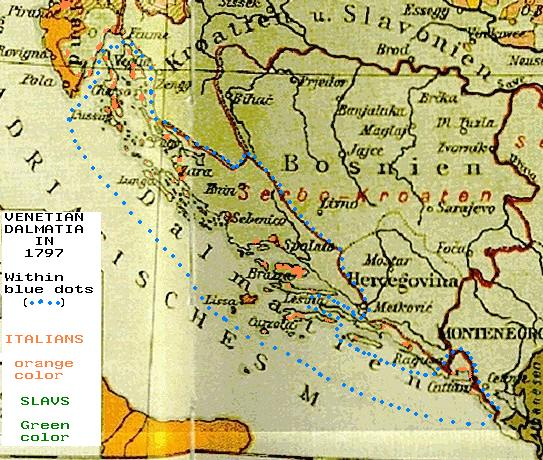
Mappa linguistica austriaca del 1896, su cui sono riportati i confini (segnati con pallini blu) della Dalmazia veneziana nel 1797. In arancione sono evidenziate le zone dove la lingua madre più diffusa era l'italiano, mentre in verde quelle dove erano più diffuse le lingue slave.

Nel 1915 con il Patto di Londra le potenze dell'Intesa avevano promesso all'Italia in caso di vittoria il Trentino, il Tirolo fino al passo del Brennero (attuale Alto Adige), l'intera Venezia Giulia fino alle Alpi Giulie: il confine includeva le cittadine di Castua, Mattuglie e Volosca e le Isole del Carnaro Cherso e Lussino. Fu garantito il dominio sulla Dalmazia settentrionale fino al porto di Sebenico, sulle isole prospicienti, sul porto di Valona, sull'isolotto di Saseno. L'Italia avrebbe potuto pretendere aggiustamenti a proprio vantaggio sui confini con i possedimenti francesi e britannici in Africa. 
In caso di smembramento dell'Impero ottomano, l'Italia avrebbe ottenuto il bacino carbonifero di Adalia, il protettorato sull'Albania e la neutralizzazione di tutti i porti dalmati che fossero stati assegnati ai croati, ai serbi o ai montenegrini. La città di Fiume, invece, veniva espressamente assegnata quale principale sbocco marittimo di un eventuale futuro stato croato o dell'Ungheria, se la Croazia avesse continuato a essere un banato dello stato magiaro o della Duplice Monarchia.
Sul finire del 1917, a seguito della Rivoluzione d'ottobre e dell'uscita della Russia dalla guerra, questo accordo segreto fu rivelato dai bolscevichi. L'emergere dei suoi particolari provocò vivaci reazioni internazionali e in Italia, ove la sorte di Fiume, la cui popolazione urbana era in gran parte etnicamente italiana, fu vista con sdegno. Nel frattempo, gli Stati Uniti, entrati in guerra nell'estate dello stesso anno, chiarirono di non sentirsi vincolati a tale accordo - che essi non avevano sottoscritto - e lo stesso sarebbe stato di fatto denunciato nell'estate dell'anno successivo dal presidente Woodrow Wilson, con il suo celebre discorso dei Quattordici punti, il quale proclamava la fine della diplomazia segreta, la prevalenza del diritto all'autodeterminazione dei popoli nella definizione delle frontiere e metteva definitivamente in crisi secoli di politica di potenza europea, nella cui tradizione gli accordi erano stati concepiti.
Con il profilarsi - alla fine del conflitto - della totale dissoluzione dell'Impero Asburgico e della parallela nascita del Regno dei Serbi, Croati e Sloveni, fu messo anche in discussione il principio secondo il quale l'Italia accettava la perdita di Fiume nei confronti di uno stato minore come avrebbe potuto essere quello croato: la nascita della Jugoslavia, infatti, riproponeva a oriente dell'Adriatico i medesimi problemi di sicurezza ed egemonia che tanto peso avevano avuto nello spingere l'Italia ad accettare di entrare in guerra.
Inoltre, altri accordi segreti stretti da inglesi e francesi con le nazionalità slave, prevedevano per queste ultime l'intera Dalmazia, che serbi e croati si affrettarono a occupare alla fine del conflitto, giungendo anche a sanguinosi scontri con le forze del Regio Esercito e della Regia Marina che ne avevano già preso il controllo al fine di assicurare il diritto italiano su quelle terre.

## La conferenza di pace di Parigi

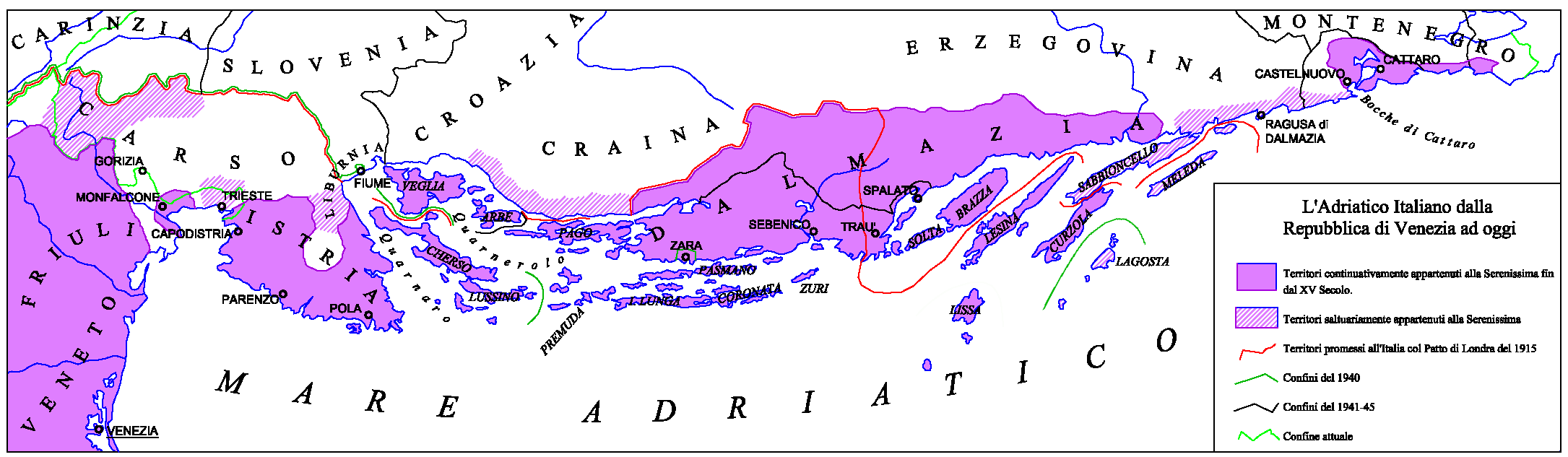
Cartina della Dalmazia e della Venezia Giulia coi confini previsti dal Patto di Londra (linea rossa) e quelli invece effettivamente ottenuti dall'Italia (linea verde). In fucsia sono invece indicati gli antichi domini della Repubblica di Venezia

In questo complesso e mutato quadro politico internazionale, a Versailles, presso Parigi, i rappresentanti italiani Vittorio Emanuele Orlando e Sidney Sonnino non furono in grado di esigere il pieno rispetto del Trattato di Londra e le rivendicazioni italiane a fronte della riluttanza - se non dell'ostilità - degli alleati dell'Intesa, preoccupati, ciascuno, dell'opinione pubblica dei propri paesi; mentre gli USA imponevano la visione wilsoniana, secondo la quale solo una guerra tanto sanguinosa e distruttiva lasciata senza vincitori avrebbe scoraggiato decisivamente la tentazione di tornare a ricorrervi in futuro.
     Il Litorale austriaco, poi ribattezzato Venezia Giulia, che fu assegnato all'Italia nel 1920 con il trattato di Rapallo (con ritocchi del suo confine nel 1924 dopo il trattato di Roma) e che fu poi ceduto alla Jugoslavia nel 1947 con i trattati di Parigi
     Aree annesse all'Italia nel 1920 e rimaste italiane anche dopo il 1947
     Aree annesse all'Italia nel 1920, passate al Territorio Libero di Trieste nel 1947 con i trattati di Parigi e assegnate definitivamente all'Italia nel 1975 con il trattato di Osimo
     Aree annesse all'Italia nel 1920, passate al Territorio Libero di Trieste nel 1947 con i trattati di Parigi e assegnate definitivamente alla Jugoslavia nel 1975 con il trattato di Osimo

Divisione amministrativa dell'Istria e del Quarnaro dal 1924 al 1947 con segnate la provincia di Trieste (colore verde), la provincia di Gorizia (blu), la provincia di Pola (giallo) e la provincia di Fiume (rosso)

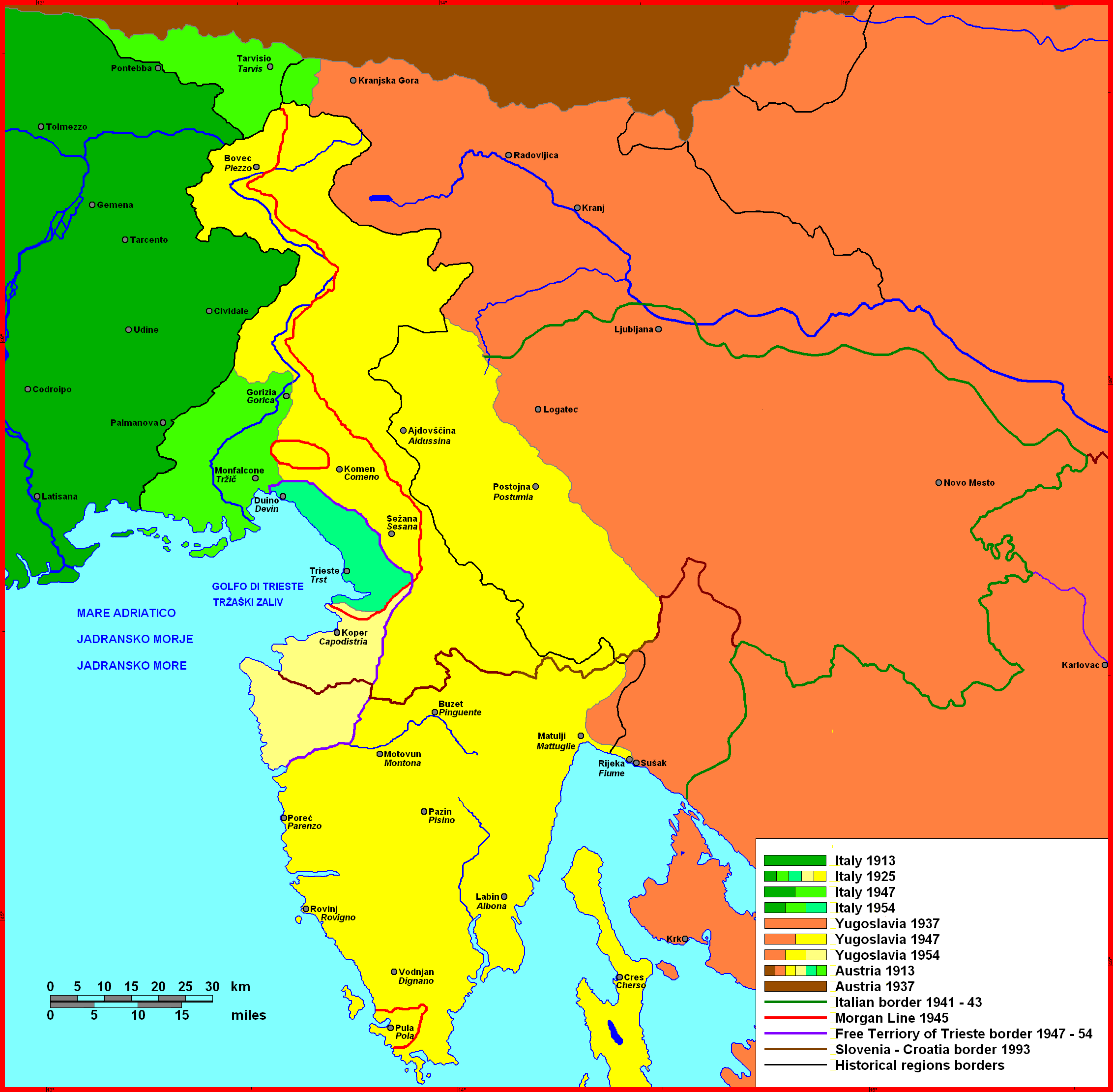
Modifiche al confine orientale italiano dal 1920 al 1975.
Il Litorale austriaco, poi ribattezzato Venezia Giulia, che fu assegnato all'Italia nel 1920 con il trattato di Rapallo (con ritocchi del suo confine nel 1924 dopo il trattato di Roma) e che fu poi ceduto alla Jugoslavia nel 1947 con i trattati di Parigi
Aree annesse all'Italia nel 1920 e rimaste italiane anche dopo il 1947
Aree annesse all'Italia nel 1920, passate al Territorio Libero di Trieste nel 1947 con i trattati di Parigi e assegnate definitivamente all'Italia nel 1975 con il trattato di Osimo
Aree annesse all'Italia nel 1920, passate al Territorio Libero di Trieste nel 1947 con i trattati di Parigi e assegnate definitivamente alla Jugoslavia nel 1975 con il trattato di Osimo

In Italia, d'altro canto, il Regio Esercito vedeva con scarsa simpatia l'annessione della Dalmazia, ritenuta di difficile difesa in caso di guerra, e molti alti ufficiali, fra cui il capo di stato maggiore Armando Diaz, fecero pressioni affinché le rivendicazioni italiane si affievolissero.
Sul fronte diplomatico, non valsero le proteste e neanche l'argomento che un'Italia esposta alla "morte per fame", a causa della gravissima crisi economica e sociale che aveva colpito il Paese alla fine delle ostilità, avrebbe facilmente aperto la strada del successo a una rivoluzione bolscevica analoga a quella che aveva preso controllo della Russia nel 1917. La reazione infatti fu rabbiosa, ma non solo a sinistra: attorno a Benito Mussolini si mobilitò un movimento rivoluzionario che, il 23 marzo 1919, in Piazza San Sepolcro a Milano ebbe il suo battesimo come sansepolcrismo.
Visti vani i loro sforzi, i rappresentanti italiani a Versailles abbandonarono la conferenza per chiedere il sostegno del Parlamento (19 aprile 1919), ma l'unico esito di tale iniziativa fu quello di rendere ancor meno incomodo a inglesi, francesi e agli altri alleati, di attribuirsi i "mandati" sulle ex colonie tedesche e sui territori non turchi dell'Impero Ottomano.  Solo dopo il ritorno della delegazione italiana furono riconosciuti, in sede di spartizione dei mandati (7 maggio 1919), dei compensi coloniali per l'Italia come previsto dal patto di Londra .
Il dibattito internazionale ebbe gravi ripercussioni sull'opinione pubblica italiana. Irredentisti e nazionalisti alimentarono la polemica, accusando la classe politica di essere incapace di garantire quelli che ritenevano "i giusti confini" del paese. Secondo gli intransigenti, qualsiasi "rinuncia" al confine costituiva un tradimento dei seicentomila caduti in guerra.
Inoltre, la sorte di Fiume e Zara, la cui popolazione era prevalentemente italiana, commuoveva parte dell'opinione pubblica.
Il 10 settembre 1919, Francesco Saverio Nitti, succeduto a Orlando alla Presidenza del Consiglio, sottoscrisse il Trattato di Saint-Germain, che definiva i confini italo-austriaci (quindi il confine del Brennero), ma non quelli orientali. Le potenze alleate, infatti, lasciarono che l'Italia e il neo-costituito regno dei Serbi, Croati e Sloveni definissero congiuntamente i propri confini. Immediatamente (12 settembre 1919), una forza volontaria irregolare di nazionalisti ed ex-combattenti italiani, guidata da Gabriele D'Annunzio, occupò militarmente la città di Fiume chiedendone l'annessione all'Italia. Nitti, nonostante gli fosse confermata la fiducia del governo, scelse di dimettersi il 16 novembre, preoccupato anche dalle agitazioni sul fronte interno degli operai e degli agricoltori.

## Lo scontento dell'opinione pubblica italiana
L'insoddisfazione nasceva per la constatazione che l'Italia avrebbe dovuto rinunciare ad alcune delle terre promesse nel Patto di Londra (segnatamente, la Dalmazia settentrionale) in base al "principio di nazionalità" invocato nei Quattordici punti di Wilson, ma contemporaneamente non avrebbe avuto la città di Fiume, non compresa fra le ricompense promesse all'Italia dall'Intesa nel 1915, ma abitata da oltre 25.000 italiani. 
A questo si aggiungeva la situazione nebulosa delle pretese italiane in Anatolia (a fronte dei massicci guadagni territoriali franco-britannici in Medio Oriente), la questione dei compensi coloniali in Africa, che fu definitivamente risolta solo dopo molti anni, e la risistemazione dell'Adriatico meridionale ai danni dell'Italia, con l'assegnazione arbitraria del Montenegro al nuovo Regno dei Serbi, Croati e Sloveni e l'appoggio alle istanze albanesi di distacco dal protettorato imposto dall'Italia sul paese. Il leitmotiv della vittoria mutilata divenne allora uno dei principali temi di propaganda e rivendicazione del fascismo, che se ne servì per accusare i deboli governi postbellici e gli altri partiti di aver indebolito il paese e diffuso fra i lavoratori l'opinione che i diritti dell'Italia non fossero degni di adeguata difesa.

Mappa del Governatorato della Dalmazia (1941-1943), con segnate la provincia di Zara (in verde), la provincia di Spalato (in arancione) e la provincia di Cattaro (in rosso scarlatto)

Le successive intese italo-jugoslave a Rapallo (12 novembre 1920), peraltro, furono solo parzialmente "rinunciatarie". I nuovi rappresentanti italiani (Giovanni Giolitti, Carlo Sforza e Ivanoe Bonomi) ottennero la fissazione della frontiera terrestre allo spartiacque alpino da Tarvisio al Golfo del Quarnaro, compreso il Monte Nevoso; l'assegnazione della città di Zara e delle isole di Cherso, Lussino, Lagosta e Pelagosa; la costituzione del territorio di Fiume in Stato libero indipendente, collegato all'Italia da una striscia costiera. Inoltre, la rinuncia italiana a Fiume e ai territori dalmati etnicamente slavi, non comprometteva il controllo italiano sul mare Adriatico, garantito dal possesso di Pola e di Zara, dalle isole succitate e dall'isola di Saseno. A Fiume stessa si prevedeva la costituzione di un consorzio italo-slavo-fiumano, per la gestione comune del porto, destinato a divenire "zona franca".
Per l'opinione pubblica nazionalista e fascista, tuttavia, le intese di Rapallo non risolsero la questione; anzi, acuirono il problema, facendo apparire ancora più debole il governo e offrendo al fascismo un facile argomento utile a sostenere la propria causa e crearsi simpatie nel Paese. Gabriele D'Annunzio, convinto che mai Roma avrebbe attaccato Fiume, mantenne la sua posizione fino alla vigilia di Natale del 1920, quando il primo colpo di cannone sparato dalla corazzata Andrea Doria sventrò la sua residenza fiumana. Il 31 dicembre, optò per la resa, dopo che negli scontri con l'esercito italiano della settimana precedente cinquanta suoi uomini avevano perso la vita (Natale di sangue). Pochi mesi dopo lo smacco di Versailles, l'Italia dovette ritirarsi anche dalla costa turca occupata, mentre in Africa le venivano concesse solo alcune lievi rettifiche territoriali a fronte dei cospicui guadagni territoriali franco-inglesi a spese delle ricche colonie tedesche, sia pur sotto forma di Mandato della Società delle Nazioni.

## La strumentalizzazione fascista

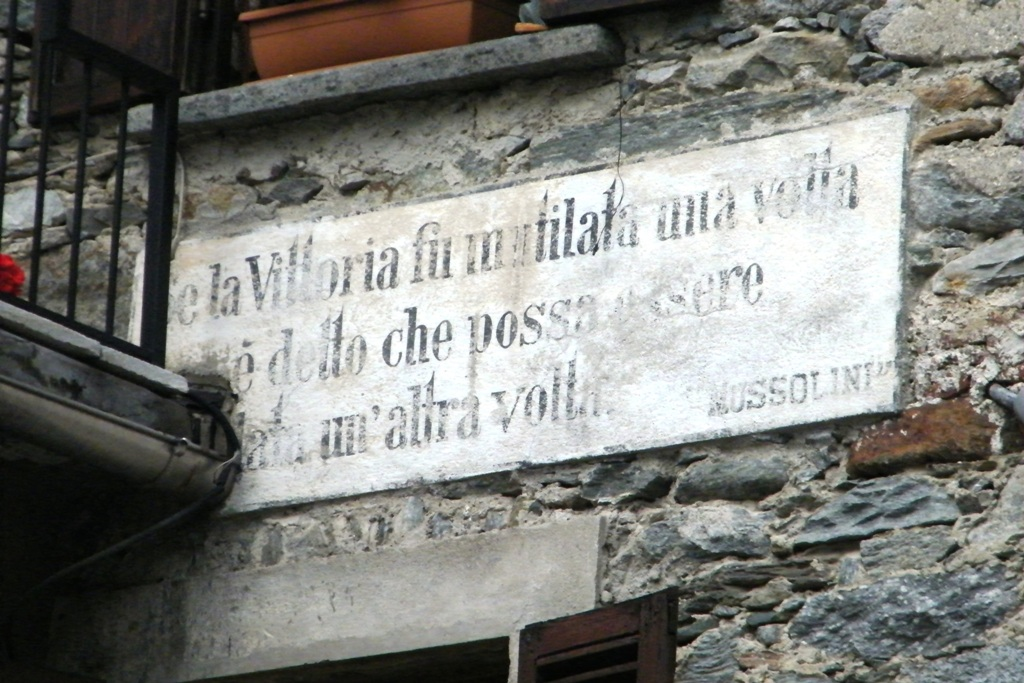
Frase di Mussolini "Se la vittoria fu mutilata una volta, non è detto che possa essere mutilata un'altra volta." sopra un muro di Rimasco

A conferma dell'intuizione di Giacomo Matteotti "sugli effetti nefasti della vittoria conseguita con le armi a danno dei popoli vinti", la “vittoria” «si rivelò come un bidone vuoto, per cui il fascismo ebbe facile gioco a cavalcare il malessere collettivo inventando il mito della “vittoria tradita”»: il fascismo fece di questo problema politico uno dei suoi cavalli di battaglia, spesso richiamando le sofferenze e i sacrifici patiti dal popolo italiano durante la prima guerra mondiale. 

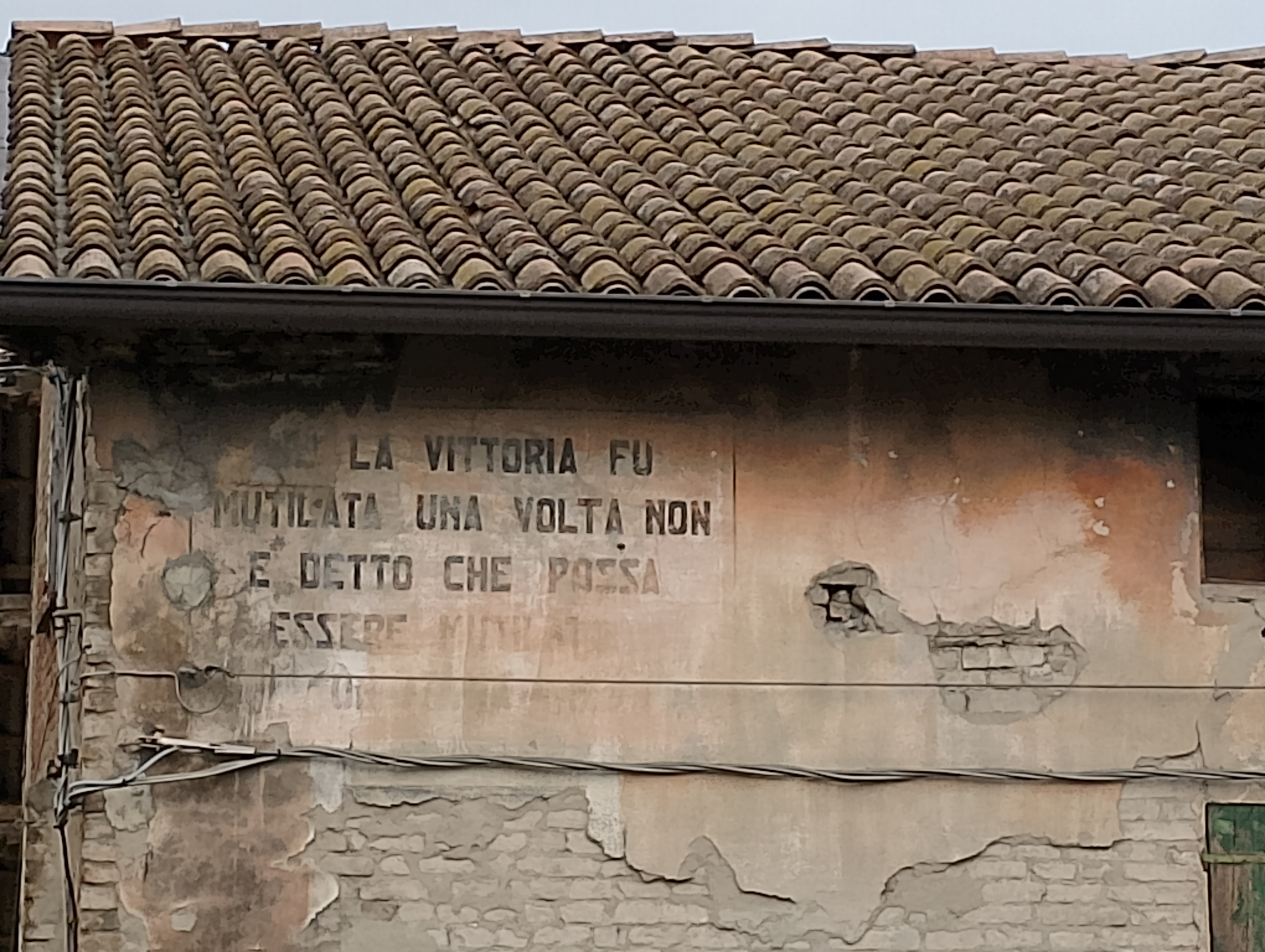
Frase di Mussolini sulla vittoria mutilata lungo la Via Emilia tra Reggio Emilia e Rubiera

Un esempio è la manifestazione che venne organizzata al Vittoriano il 18 dicembre 1935, e che fu contemporaneamente replicata in tutta Italia, chiamata "oro alla Patria", che fu una raccolta di metalli utili alla causa bellica che fu necessaria in seguito alle sanzioni economiche all'Italia fascista decretate dalla Società delle nazioni in risposta all'attacco italiano contro l'Impero d'Etiopia, che portò alla conseguente guerra d'Etiopia. La regina Elena, che donò le fedi nuziali della famiglia reale in una cerimonia officiata all'Altare della Patria, pronunciò un discorso ufficiale, un cui stralcio recita:
(Discorso della regina Elena al Vittoriano, 18 dicembre 1935)
Il messaggio era legato a uno dei messaggi politici del fascismo: la Vittoria riscattata dalla rivoluzione fascista e quindi non più "mutilata".